# Pratdip
Pratdip est une commune de la province de Tarragone, en Catalogne, en Espagne, de la comarque de Baix Camp.

## Personnalités
- Numen Mestre (1923-1949), résistant de la guerre d'Espagne et de la Seconde Guerre mondiale, assassiné au Camp de la Bota, à Barcelone[1].